# Meždunarodnaja (metropolitana di San Pietroburgo)
Meždunarodnaja (in russo:Международная) è una stazione della Linea Frunzensko-Primorskaja, la Linea 5 della Metropolitana di San Pietroburgo. È stata inaugurata il 28 dicembre 2012.